# Delicola
Delicola is een geslacht van hooiwagens uit de familie Epedanidae.
De wetenschappelijke naam Delicola is voor het eerst geldig gepubliceerd door Roewer in 1938. 

## Soorten
Delicola is monotypisch en omvat slechts de volgende soort:
- Delicola longipalpis